# 瓜拉西亚马
瓜拉西亚马是巴西米纳斯吉拉斯州的一个市镇。总面积392.051平方公里，总人口4554人，人口密度11.6人/平方公里。